# Legnickie Pole
Legnickie Pole, česky Lehnické Pole, německy Wahlstatt, je vesnice s bývalým klášterem benediktinů v Polsku, v Dolnoslezském vojvodství, v okrese Lehnice, v gmině Legnickie Pole.

## Historie
Po bitvě u Lehnice roku 1241 Mongolové vyplenili celou oblast, která pak dlouho zůstávala pustá. Podle legendy kněžna Hedvika a její snacha Anna zde založily proboštství řádu sv. Benedikta, jež patřilo Broumovskému klášteru. Během náboženské reformace byl tento klášter v roce 1535 zkonfiskován vévodou Fridrichem II. a následně ve třicetileté válce jeho kostel vypálen.  
Teprve v roce 1703 získali majetek zpět benediktini z Břevnovsko-broumovského kláštera za podpory císaře Leopolda I. Habsburského. Břevnovský opat Otmar Zinke zde potřeboval vybudovat velké katolické sídlo jako protiváhu protestantské Lehnice. Objednal plány na novostavby kostela a kláštera. Po vleklém odporu vratislavského biskupa Františka Ludvíka, palatina z Neuburgu, opat Zinke položil základní kámen 15. června  roku 1719, ale první stavební práce nového kláštera podle plánů Kiliána Ignáce Dientzenhofera mohly být zahájeny až po ukončení sporu roku 1723. 
Klášter má symetrickou osovou dispozici s kostelem na střední ose a klášterními stavbami po jeho stranách. Kostel je zasvěcen svaté Hedvice Slezské. Slavnostní vysvěcení 7. října 1731 provedl Eliáš von Sommerfeld. Po první slezské válce, kterou Rakousko prohrálo v roce 1742, připadlo  toto území i proboštství Prusku, a tak i jeho správa byla oddělena od  mateřského Broumovského kláštera. Klášter v Lehnickém Poli byl sekularizován v roce 1810. V roce 1813 generál Gebhard Leberecht von Blücher po vítězství Prusů v bitvě na Kačavě (Katzbachu) získal titul „princ z Wahlstattu“. Přestože byl klášter zrušen, kostel zůstal zachován v kompletním stavu, byl a je dosud poutním místem, jedním z hlavních ve Slezsku a svatá Hedvika jeho ústřední patronkou.  
V roce 1840 byly klášterní budovy přestavěny na kadetní školu (Kadettenanstalt) pruské armády. Mezi její nejvýznamnější žáky patřili Paul von Hindenburg, Manfred von Richthofen či Helmuth von Pannwitz. Podle ustanovení Versailleské smlouvy byla vojenská škola v roce 1920 přeměněna na civilní instituci. Za nacistického režimu zde bylo v roce 1934 zřízeno Národně politické vzdělávací zařízení ("Nationalpolitische Erziehungsanstalt"). 
Za druhé světové války zde byl zřízen zajatecký tábor. V dubnu roku 1945 byla oblast obsazena Rudou armádou a poté připojena k Polské republice. Němečtí obyvatelé byli do roku 1946 odsunuti. V červenci roku 2014 papež František navštívil Legnickie Pole a povýšil baziliku sv. Hedviky na kolegiátní.

## Památky

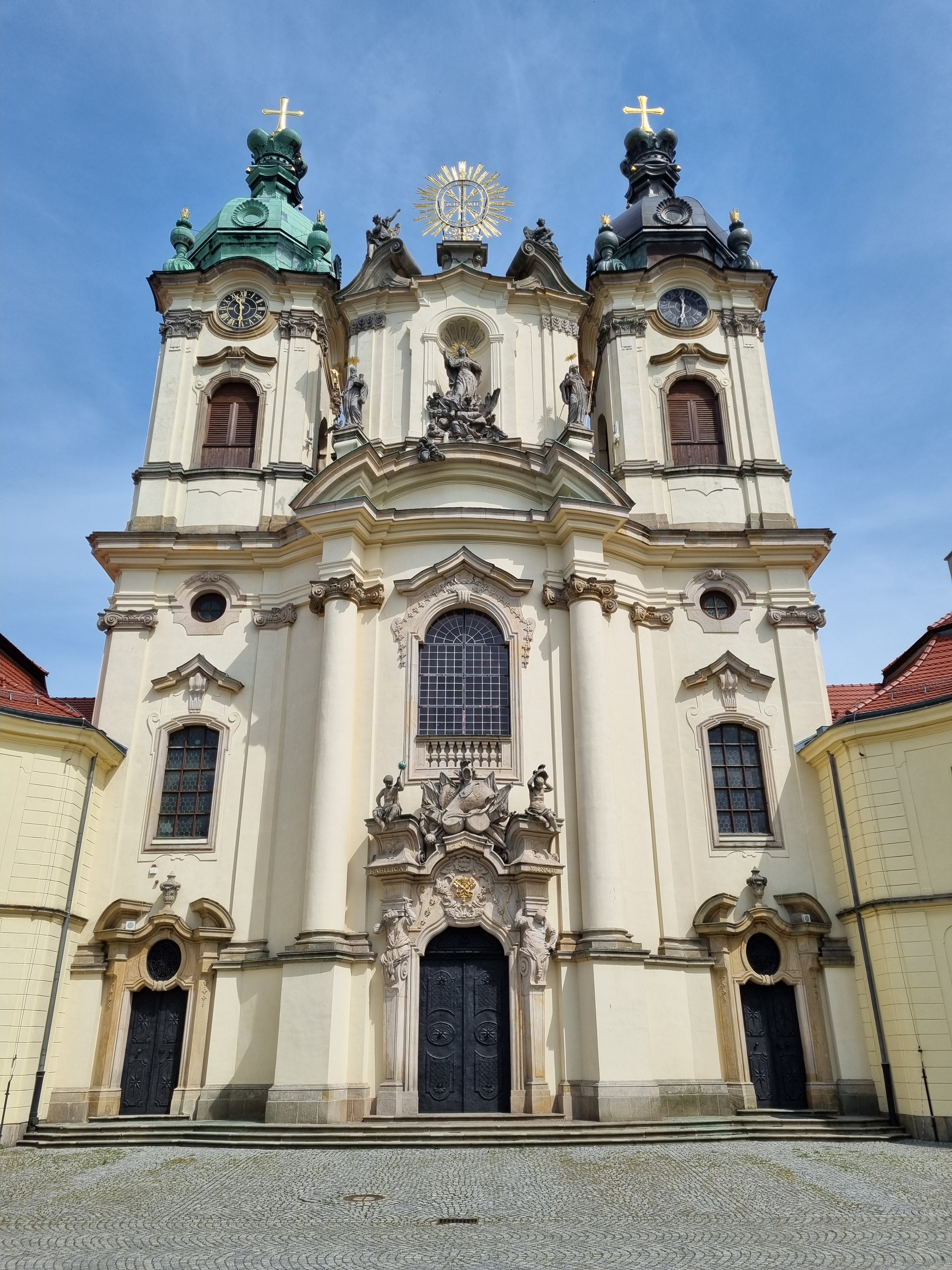
Průčelí klášterního kostela

- Průčelí klášterního kostelaBazilika Povýšení sv. Kříže a sv. Hedviky. Součást bývalého benediktinského kláštera. Vrcholně barokní kostel projektovaný v letech 1719–1731 Kiliánem Ignácem Dientzenhoferem na popud břevnovsko-broumovského opata Otamara Zinckeho. Byl vyzdoben freskami Cosmase Damiána Asama, sochami Karla Josefa Hiernleho a obrazy Václava Vavřince Reinera.

### Související
- Břevnovský klášter
- Broumovský klášter